# Lisa Thomson
Pour les articles homonymes, voir Thomson.
Pas d'image ? Cliquez ici

a Compétitions nationales et continentales officielles uniquement.

b Matchs officiels uniquement.
Dernière mise à jour le 22 mai 2025.
Lisa Thomson, née le 7 septembre 1997 à Melrose (Écosse), est une joueuse internationale écossaise de rugby à XV et internationale écossaise et britannique de rugby à sept évoluant au poste de centre. Elle joue en Angleterre, aux Ealing Trailfinders.

## Biographie
Lisa Thomson naît le 7 septembre 1997 à Melrose en Écosse.
En 2017, avec sa compatriote Chloe Rollie elles rejoignent le Lille Métropole rugby club villeneuvois en France, où évolue déjà Jade Konkel.
En 2022, elle évolue en club aux Sale Sharks. Elle compte 46 sélections en équipe d'Écosse quand elle est retenue en septembre 2022 pour disputer la Coupe du monde en Nouvelle-Zélande.
L'année suivante, elle fait partie de l'équipe de Grande-Bretagne de rugby à sept médaillée d'or aux Jeux européens de 2023 à Cracovie.
À l'automne 2023, elle remporte avec l'équipe d'Écosse la première édition du WXV 2, organisé en Afrique du Sud.

## Palmarès
- Vainqueur du WXV 2 en 2024.